# Пеннинские горы
Пеннины (англ. Pennines) — невысокие (не более 900 метров высоты) горы в Великобритании, расположенные в северной Англии. Отделяют Северо-Западную Англию от Йоркшира и Северо-Восточной Англии.
Общая длина около 350 км, высота до 893 м (гора Кросс-Фелл). Горные породы — в основном известняк и песчаник. Имеются торфяники и месторождения каменного угля. Открытие в XVII—XVIII веках угольных месторождений, в частности, Йоркширского угольного бассейна, послужило толчком к развитию прилегающих к горам районов, однако Пеннинские горы — по-прежнему один из наименее населённых районов Великобритании.
В Пеннинских горах расположен Национальный парк «Пик-Дистрикт».